# Orchamoplatus dumbletoni
Orchamoplatus dumbletoni là một loài côn trùng cánh nửa trong họ Aleyrodidae, phân họ Aleyrodinae.
Orchamoplatus dumbletoni được Cohic miêu tả khoa học đầu tiên năm 1959.